# Carl Gottfried Neumann
Carl Gottfried Neumann, född den 7 maj 1832 i Königsberg (nuvarande Kaliningrad), död den 27 mars 1925 i Leipzig, var en tysk matematiker; son till Franz Ernst Neumann och bror till Friedrich Julius Neumann.
Carl Gottfried Neumann blev extra ordinarie professor i Halle an der Saale 1863 samt kallades efter vartannat till ordinarie professor i Basel 1863, Tübingen 1865 och Leipzig 1868. Han utövade omfattande verksamhet som författare både inom den rena matematiken och inom den matematiska fysiken. Många av hans arbeten är ägnade åt funktionsteorin, särskilt teorin för de abelska, besselska och sfäriska funktionerna. Inom den matematiska fysiken behandlade han hydrodynamiken, mekaniska värmeteorin och speciella problem ur optiken samt läran om magnetismen och elektriciteten. Hans största insats i vetenskapen är den efter honom benämnda metoden för lösning av Dirichlets och närbesläktade problem, som varit av en utomordentlig betydelse för den matematiska fysikens utveckling.
Bland Neumanns skrifter kan nämnas Vorlesungen über Riemann's Theorie der abelschen Integrale (1865; andra fullständigt omarbetade upplagan 1884), där han, med Augustin Louis Cauchys och Bernhard Riemanns undersökningar till utgångspunkt, lämnade en redogörelse för de abelska integralernas teori, samt Hydrodynamische Untersuchungen (1883), vidare Allgemeine Lösung des Problems über den stationären Temperaturzustand eines homogenen Körpers, welcher von zwei nicht concentrischen Kugelflächen begrenzt wird (1862), Theorie der besselschen Functionen (1867) och Vorlesungen über mechanische Theorie der Wärme (1875). Tillsammans med Alfred Clebsch grundade han 1868 Mathematische Annalen.